# Willibert Kremer
Willibert Kremer (* 15. Oktober 1939 in Hochneukirch; † 24. Dezember 2021) war ein deutscher Fußballtrainer und Fußballspieler. Der linke Flügel- und Mittelfeldspieler absolvierte von 1960 bis 1971 in der erstklassigen Fußball-Oberliga West, der zweitklassigen Fußball-Regionalliga West beziehungsweise Berlin und der Fußball-Bundesliga bei den Vereinen SC Viktoria Köln, Borussia Mönchengladbach, Hertha BSC und MSV Duisburg insgesamt 258 Ligaspiele und erzielte dabei 44 Tore. Nach seiner Zeit als Spieler wurde er Trainer und war auch in der Bundesliga tätig.

## Laufbahn

### Spieler, bis 1970
Seine aktive Zeit als Vertrags- und Profispieler verbrachte er von 1960 bis 1961 bei SC Viktoria Köln, von 1961 bis 1962 bei Borussia Mönchengladbach, von 1962 bis 1964 erneut beim SC Viktoria Köln und von 1964 bis 1966 bei Hertha BSC. Seine letzte und längste Station hatte er 1966 bis 1971 beim MSV Duisburg in der Bundesliga. Er wurde von dem späteren Meistertrainer Hennes Weisweiler in der Jugend des FC Viktoria Jüchen entdeckt und zu Viktoria Köln geholt. In der Saison 1959/60 wurde der Amateurfußballer der Viktoria im März, April und Mai 1960 in drei Spielen in der Amateurnationalmannschaft des DFB eingesetzt. Kremer debütierte in der DFB-Auswahl am 5. März bei einem Freundschaftsspiel in London gegen die englische Amateurauswahl. Das Länderspiel endete 1:1 und Kremer hatte auf Linksaußen mit Gerhard Neuser aus Siegen den linken Flügel gebildet. Die zwei folgenden Olympiaqualifikationsspiele gegen Polen (1:3) und Finnland (2:3) wurden verloren und damit hatten die DFB-Amateure die Fahrkarte zu den Sommerspielen 1960 in Rom verspielt und Kremer rückte zur Saison 1960/61 in den Oberligakader von Viktoria Köln auf.
Kremer debütierte in der Oberliga West am Rundenstarttag, den 14. August 1960, bei einer 1:4-Auswärtsniederlage bei Borussia Dortmund. Im damals praktizierten WM-System liefen Carl-Heinz Rühl, Heinz Lorenz und Kremer als Angriffsspitzen der Weisweiler-Elf auf. Der Debütant wurde von seinem Trainer in allen 30 Rundenspielen eingesetzt und erzielte beim Erreichen des 10. Ranges sieben Tore. Als Bestätigung seiner guten Rundenleistung kann auch die Berücksichtigung in die U23-Auswahl am 15. März 1961 beim Länderspiel in London gegen die englischen Alterskollegen gewertet werden. Bei der 1:4-Niederlage wurden den Stürmern Gustav Flachenecker, Jürgen Schütz, Heinz Strehl, Hermann Straschitz und Kremer aber der Leistungsunterschied zum Profifußball auf der Insel aufgezeigt. Nach dem gelungenen Oberligaeinstand nahm Kremer das Angebot des Ligakonkurrenten Borussia Mönchengladbach an und wechselte zur Saison 1961/62 an den Niederrhein.
Die Mannschaft von Trainer Bernd Oles spielte aber eine enttäuschende Hinrunde und Kremer kehrte nach einem halben Jahr bereits wieder zur Viktoria nach Köln zurück. Er hatte 14 Oberligaspiele (1 Tor) für das Team vom Bökelbergstadion an der Seite von Mitspielern wie Albert Brülls, Franz Brungs, Helmut Fendel, Ulrich Kohn und Karl-Heinz Mülhausen bestritten. Durch die Wechselsperre konnte er erst wieder zum Start der Runde 1962/63 in der Oberliga West auflaufen. Im letzten Jahr der alten Oberligaerstklassigkeit knüpfte der wendige, lauffreudige und kombinationssichere Mannschaftsspieler nahtlos an die Leistung aus seiner Debütrunde 1960/61 an; er absolvierte alle 30 Ligaspiele und erzielte im Team der Mannschaft von Trainer Weisweiler zwölf Tore. Die Viktoria belegte den 8. Rang und hatte mit 81 Treffern die meisten Tore in der Oberliga West erzielt; deutlich mehr wie Meister 1. FC Köln mit 65 Toren. Die 69 Gegentreffer verhinderten aber ein besseres Abschneiden, ein Vordringen auf die Spitzenplätze. Zumeist vertraute der Trainer auf die Angriffsbesetzung mit Rühl (24/14), Horst Hülß (21/10), Klaus Matischak (25/17), Jürgen Schult (26/14) und Kremer. Mit einem 3:2-Auswärtserfolg am 11. Mai 1963 bei Rot-Weiß Oberhausen beendeten Kremer (2 Tore) und Kollegen die Ära der Oberliga West und hatten in der nächsten Saison 1963/64, in der neu geschaffenen Zweitklassigkeit der Regionalliga West anzutreten, da die Nominierung für die neue Konzentration der Fußball-Bundesliga nicht möglich gewesen war. Mit Rühl (Hertha BSC) und Matischak (FC Schalke 04) verlor die Viktoria zwei torgefährliche Stürmer an die Bundesliga und eröffnete mit 1:7 Punkten die Debütrunde der Regionalliga. Der zuverlässige Dauerläufer an der linken Spielseite wurde von Trainer Weisweiler erneut in allen Pflichtspielen zum Einsatz gebracht; jetzt aber in 38 Spielen, da die neue Liga mit 20 Vereinen an den Start gegangen war. Kremer erzielte sieben Treffer und die Viktoria belegte den 5. Rang. Weisweiler und seine Spieler scheiterten damit am Einzug in die Bundesligaaufstiegsrunde und der Trainer schloss sich zum 27. April 1964 dem Ligakonkurrenten Borussia Mönchengladbach an, da deren Trainer Fritz Langner den Bundesligisten FC Schalke 04 übernommen hatte. Kremer fand aber auch den Weg in die Bundesliga, er unterschrieb zur Saison 1964/65, wie auch sein bisheriger Mannschaftskollege Jürgen Sundermann, einen Vertrag bei Hertha BSC. Die Hertha verpflichtete neben den zwei Viktoria-Spielern aber auch noch Torhüter Wolfgang Fahrian und die Angreifer Michael Krampitz und Kurt Schulz.
Kremer präsentierte sich dem Berliner Publikum bereits in den internationalen Freundschaftsspielen Anfang August gegen Rapid Wien (2:2) und Olympique Lyon (2:2) und startete mit einem unerwarteten 3:2-Auswärtserfolg beim Titelverteidiger 1. FC Köln am 22. August 1964 in das zweite Bundesligajahr. Trainer Josef Schneider war dabei mit Rühl, Hans-Joachim Altendorff, Helmut Faeder, Schulz und Kremer im Angriff in Köln angetreten. Am Rundenende hatte Hertha 25:35 Punkte vorzuweisen und belegte damit den rettenden 14. Tabellenplatz. Kremer hatte in 28 Ligaspielen vier Tore erzielt. Das letzte Rundenspiel am 15. Mai 1965 verloren die Berliner mit 1:3 bei Hannover 96. Kremer hatte mit Hertha auch im Viertel- und Halbfinale im International Football Cup 1964/65 gegen Slovan Bratislava und den SC Leipzig teilgenommen und gehörte auch zur Delegation, welche unmittelbar nach Rundenende eine Lateinamerika-Tournee mit mehreren Spielen durchführte. Der Knall kam aber noch: Wegen finanzieller Unregelmäßigkeiten wurde Hertha BSC die Bundesligalizenz zur nächsten Saison 1965/66 entzogen und die Hertha musste in der zweitklassigen Regionalliga Berlin antreten. Kremer blieb in Berlin und gehörte der Meistermannschaft an, welche mit 58:2 Punkten und 136:25 Toren den Berliner Titel gewann. Er hatte in 27 Spielen sechs Tore erzielt. In der Bundesligaaufstiegsrunde scheiterten Kremer (3 Spiele) und Kollegen aber deutlich an Fortuna Düsseldorf.
Nach zwei Jahren in Berlin kehrte er wieder in den Westen zurück, er unterschrieb zur Saison 1966/67 einen neuen Vertrag beim Bundesligisten MSV Duisburg. In den nächsten vier Runden lief er für die „Zebras“ in 91 Bundesligaspielen auf und erzielte sechs Tore. Er war jetzt nicht mehr der Mann am linken Flügel, er rückte in das Mittelfeld zurück. Beim MSV erlebte er die Arbeitsweise der Trainer Hermann Eppenhoff, Gyula Lóránt und Robert Gebhardt und begann in der Saison 1970/71 als Co-Trainer unter dem neuen Cheftrainer Rudi Faßnacht. Bereits 1967 hatte er unter Lehrgangsleiter Hennes Weisweiler erfolgreich die Ausbildung in Köln zum Fußball-Lehrer durchlaufen.

### Trainer
Ab der Saison 1970/71 war Kremer als Assistenztrainer beim MSV tätig und war daneben auch für die A-Junioren zuständig. In der Runde 1971/72 führte er die MSV-Junioren zur deutschen Jugendmeisterschaft. Er gewann mit Spielern wie Ronald Worm, Werner Schneider, Lothar Schneider, Hans-Jürgen Baake, Klaus Bruckmann und Ernst Savkovic am 2. Juli 1972 mit 2:0 das Finale in Stuttgart gegen den VfB Stuttgart. Er übernahm am 22. Oktober 1973 den Cheftrainer-Posten von Rudi Faßnacht. Er zog mit dem MSV 1975 in das Finale um den DFB-Pokal ein. Nach verzögerten Vertragsgesprächen kündigte er seinen Vertrag zum Saisonende 1975/76 und wurde daraufhin vom MSV-Vorstand zum 16. März 1976 beurlaubt. Er übernahm im April das abstiegsbedrohte Team von Bayer 04 Leverkusen in der 2. Fußball-Bundesliga und erreichte mit dem 15. Platz noch den Klassenerhalt.
Am viertletzten Spieltag der Saison 1978/79 fehlte Bayer 04 Leverkusen noch ein Punkt zum Aufstieg in die Fußball-Bundesliga. Dieser sollte im Heimspiel gegen Bayer 05 Uerdingen gewonnen werden. Knapp 20 Minuten vor Schluss der Begegnung stand es 0:3, dennoch gelang seiner Mannschaft das den Aufstieg sichernde 3:3. Kremer blieb noch bis 1981 in Leverkusen. 1982 hatte er ein kurzes Gastspiel beim TSV 1860 München, noch im selben Jahr wechselte er dann zu Fortuna Düsseldorf.
Mitte April 1985 endete seine Düsseldorfer Zeit. Er wurde in der neuen Saison 1985/86 Trainer beim Zweitligisten Eintracht Braunschweig, wo er jedoch Mitte März 1986 wieder entlassen wurde. Ab der Saison 1989/90 folgte die Rückkehr zu seiner ersten Trainerstation, zum Zweitligisten MSV Duisburg, mit dem er 1990/91 in die Bundesliga aufgestiegen war, aber aufgrund der schlechten Mannschaftsleistung in der Rückrunde der Saison 1991/92 im April 1992 entlassen wurde. Zur Saison 1992/93 wechselte er zum damaligen Zweitligisten Tennis Borussia Berlin. Nach sieben Niederlagen in Folge äußerte er im Oktober 1993 die Bitte um seine Beurlaubung, der am 18. Oktober 1993 stattgegeben wurde. Doch da seine Nachfolger nicht erfolgreicher waren als er, wurde er zur neuen Saison 1994/95 ab 1. Juli 1994 noch einmal verpflichtet – und nach einer unbefriedigend verlaufenen Hinrunde am 10. Dezember 1994 erneut entlassen.
Von 1998 bis 2013 war Kremer Spielerbeobachter bei Bayer 04 Leverkusen.

## Persönliches
Kremer wurde im Oktober 1939 in Hochneukirch, das heute zu Jüchen gehört, geboren. Er starb im Alter von 82 Jahren im Dezember 2021 und wurde am 17. Januar 2022 nach einer Trauerfeier in der Pauluskirche in Köln-Dellbrück beigesetzt.